# نظارة الحسابات

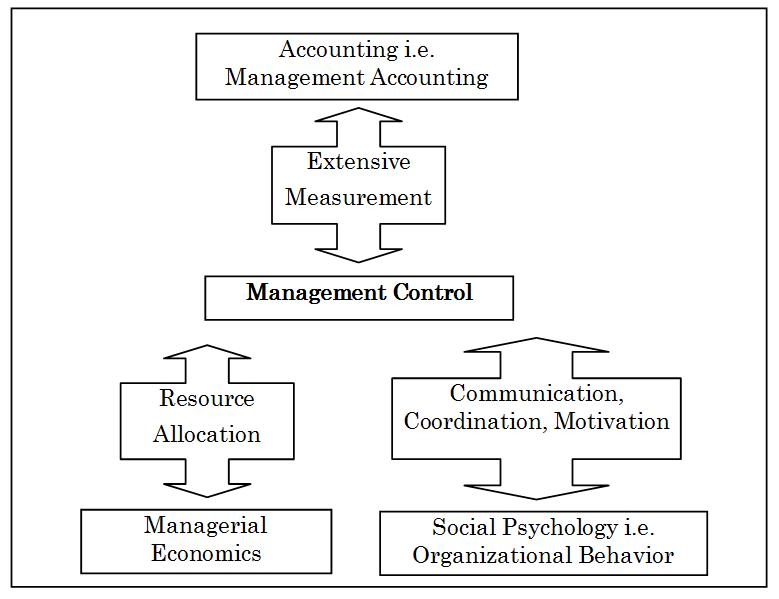

نظارة الحسابات في الاقتصاد (بالإنجليزية :Controlling أو Management accounting ) هو نظام في شركة أو مؤسسة تجارية يعمل مساعدا لإدارة الشركة ويشمل توجيه العمل والتوفيق بين العمليات من أجل المحافظة على ثروة الشركة وازديادها على المدى الطويل.
ويعمل قسم نظارة الحسابات في الفروع الآتية في التوجيه والمتابعة:
- عملية تحديد أغراض الشركة
- التخطيط وتوجيه العمليات الداخلية
- العمل على ضمان الوصول إلى الأهداف المحددة.[3]

ووظيفة قسم النظارة هو الإشراف تحت توجيه من الإدارة على اقتصادية الإنتاج، عن طريق وضع نظام للتحكم في العمليات وتحليل النتائج، وبالتالي تحضير البيانات اللازمة حتى تتخذ الإدارة القرارات المناسبة.
وتطبق بعض البلاد نظام النظارة في توجيه المصالح الحكومية، مثل المملكة المتحدة والولايات المتحدة الأمريكية ونيوزيلندا والسويد.

## اقرأ أيضاً
- مركز تكلفة
- تخصيص الأموال
- حجم الأعمال (اقتصاد)
- فائض مكتسب